# Посохов, Сергей Иванович
Серге́й Ива́нович По́сохов (укр. Сергій Іванович Посохов) — украинский историк, доктор исторических наук (с 2006 года), профессор (с 2008 года), декан исторического факультета Харьковского национального университета имени В. Н. Каразина (1997—2016).

## Образование
В 1986 году с отличием окончил исторический факультет Харьковского государственного университета. В 1986—1990 годы работал учителем, старшим учителем истории и обществоведения в СШ № 53 Харькова. С 1990 года — преподаватель кафедры историографии, источниковедения и археологии Харьковского университета. В 1989—1993 годы учился в аспирантуре при этой кафедре. В 1993 году защитил кандидатскую диссертацию «Социальная история советской науки (конец 1920-х — начало 1940-х годов): проблемы историографии» (Днепропетровский государственный университет, научные руководители — профессор Ю. И. Журавский, доцент С. М. Куделко). В 1996 году утверждён в звании доцента.

## Деятельность
Читает общие курсы: специальные исторические дисциплины, основы историографии, историография истории СССР; спецкурсы: «Источниковедение и историографический материал в школьном курсе отечественной истории», «Историческая терминология», «Историческое образование и историческая наука в Харьковском университете» и др. Опубликовал свыше 150 научных, научно-популярных работ и методических пособий. С 1995 по 1997 год — заместитель декана по научной работе. В 1997 году — заместитель проректора по учебной работе. С 1997 по 2016 год — декан, глава Совета исторического факультета, ответственный редактор «Вестника ХНУ» (серия «История») и сборника работ молодых учёных «Актуальные вопросы отечественной и всемирной истории». Ответственный секретарь редколлегии «Харьковского биографического словаря». В 1998 году стал лауреатом харьковской муниципальной премии в области краеведения имени Д. И. Багалея.
Член топонимической и геральдической комиссий при Харьковском горисполкоме. Главный редактор «Харьковского историографического сборника» (с 2002).

## Награды
В 1995 году удостоен звания Почётного члена Всеукраинского союза краеведов, в 1998 году награждён знаком «Отличник образования Украины». В 1999 году ему была присуждена премия имени К. И. Рубинского. В 1999 году избран членом-корреспондентом Всеукраинской академии исторических наук. С 1995 года — член правления Всеукраинского союза краеведов. В 1999 году награждён Орденом Нестора-Летописца УПЦ. С 2000 года — директор Восточного регионального отдела Центра памятниковедения НАН Украины.
В 2006 году в Днепропетровском национальном университете защитил диссертацию на звание доктора исторических наук. 30 мая 2008 года получил аттестат профессора. 25 января 2010 года присвоено почётное звание «Заслуженный работник образования Украины».

## Список основных работ

### Книги и брошюры
- Дьячков С., Литовченко С., Мартемьянов А., Посохов С. Владимир Иванович Кадеев — исследователь Херсонеса: Классическая археология Украины. — Харьков: Раритеты Украины, 2012. — 24 с.
- Кроль Ю. Я., Зайцев Б. П., Куделко С. М., Посохов С. И. Московский район, г. Харьков: История и современность. — Харьков: Прапор, 1994. — 192 с.
- Парфиненко А. Ю., Посохов С. И. Страницы истории студенческой науки в Харьковском университете. — Харьков: МД, 2002. — 116 с.
- Посохов С. И., Ярмыш А. Н. Губернаторы и генерал-губернаторы: Харьковский биографический словарь. — Харьков: Акта, 1996. — 213 с.
- Посохов С. І. Образи університетів Російської імперії другої половини XIX — початку XX ст. в публіцистиці та історіографії. — Харків: ХНУ ім. В. Н. Каразіна, 2006. — 368 с.
- Ярмиш О. Н., Посохов С. І., Епштейн А. І. та ін. Історія міста Харкова ХХ століття. — Харків: Фоліо; Золоті сторінки, 2004. — 686 с.

### Статьи
- Дьячков С. В., Посохов С. И. Валерий Фёдорович Мещеряков: биография // Валерий Фёдорович Мещеряков: человек, учёный, гражданин. — Харьков, 2007. — С. 5—11.
- Куделко С. М., Посохов С. І. Історичне краєзнавство в контексті сучасних тенденцій розвитку науки та суспільства // Краєзнавство. — К.: Всеукраїнська спілка краєзнавців, 1995. — № 4. — C. 13—15.
- Мещеряков В. Ф., Міхеєв В. К., Посохов С. І. Всеукраїнська наукова конференція «Історична наука на порозі XXI ст.: підсумки та перспективи» // Український історичний журнал. — 1996. — № 6. — C. 150—152.
- Наумов С. О., Посохов С. І. Харківський університет у суспільно-політичному русі другої половини XIX — початку ХХ ст. // Український історичний журнал. — 2005. — № 1. — C. 56—70.
- Посохов С. И. В. Ф. Мещеряков: воспоминания и раздумья // Валерий Фёдорович Мещеряков: человек, учёный, гражданин. — Харьков, 2007. — С. 176—179.
- Посохов С. И. Жизнь и кредо проф. Кадеева: «я требователен к другим, ну а к себе тем более…» // Владимир Иванович Кадеев. Воспоминания. — Харьков: НТМТ, 2013. — С. 110—114.
- Посохов С. И., Ручинская О. А. Владимир Иванович Кадеев: жизнь, отданная университету // Вісник Харківського національного університету імені В. Н. Каразіна. Серія: Історія. — 2013. — № 1087, вип. 47. — С. 315—319.
- Посохов С. І, Рябченко О. Л. Студенти радянської України 1920—1930-х років: практики повсякденності та конфлікти ідентифікації // Український історичний журнал. — 2012. — № 3. — C. 221—224.
- Посохов С. І. Джерела з історії університетів України другої половини XIX — початку XX ст. у фондах Російського державного історичного архіву // Студії з архівної справи та документознавства. — 2003. — Т. 9. — С. 56—58.
- Посохов С. І. Регламентація студентського життя в університетах Російської імперії: питання історіографії // Краєзнавство. — Кам’янець-Подільський: Абетка, 2000. — № 2. — C. 112—115.
- Посохов С. І. Університет як тип інтелектуального співтовариства: міркування про «університетський дух» // Ейдос. Альманах теорії та історії історичної науки. — К.: Інститут історії України НАН України, 2009. — № 4. — C. 125—137.
- Посохов С. І. Університети: з минулого у майбутнє // Вісник Харківського національного університету імені В. Н. Каразіна. Серія: Історія. — 2009. — № 852, вип. 41. — С. 335—336.
- Посохов С. І. Університетська корпорація: історіографічні аспекти // LAUREA: К 80-летию профессора Владимира Ивановича Кадеева. — Харьков: Константа, 2007. — С. 221—229.